# 秃冠小轮叶越桔
秃冠小轮叶越桔（学名：Vaccinium vacciniaceum ssp. glabritubum）为杜鹃花科越桔属下的一个亚种。

## 扩展阅读
- 維基物種上的相關：秃冠小轮叶越桔